# Christine-Charlotte de Wurtemberg
Christine Charlotte de Wurtemberg (née le 21 octobre 1645 à Stuttgart et morte le 16 mai 1699 à Bruchhausen Hoya) est née princesse de Wurtemberg, et règne après la mort de son mari, le prince Georges-Christian de Frise orientale, à partir de 1665, pendant 25 ans sur le comté de la Frise orientale. Elle est extraordinairement belle, intelligente et éloquente, mais aussi dominatrice intraitable et, sans complexe. Son règne est marqué par des affrontements à l'intérieur de la frise orientale. Dans l'ensemble, le règne de Christine Charlotte a laissé un mauvais souvenir.

## Biographie
Christine Charlotte est une princesse de Wurtemberg fille du duc Eberhard VII de Wurtemberg de son premier mariage avec Anne-Catherine de Salm-Kyrbourg. À l'âge de 17 ans, elle épouse le 10 mai 1662, Georges-Christian de Frise-orientale, qui devient la même année, prince héréditaire. Le mariage dure seulement trois ans car son mari décède le 6 Juin 1665. Le couple a trois enfants, deux filles qui sont mortes dans l'enfance, et enfin, quatre mois après le décès de Georges-Christian, un fils, Christian-Eberhard de Frise orientale.
En tant que mère du futur prince, elle gouverne le comté de la Frise orientale, qu'elle veut diriger comme un État absolutiste ce qui amène des conflits. Le comté se trouve ainsi à plusieurs reprises au bord de la guerre civile. Ses efforts ne sont toutefois pas couronnés de succès, car l'empereur émancipe son fils, pour qu'il puisse prendre le pouvoir.
En matière de politique étrangère Christine Charlotte est active et signe le 22 décembre 1666 avec le comté d'Oldenbourg, un traité frontalier, fixant la "ligne d'Or", qui, jusqu'à aujourd'hui, sépare la Frise orientale de l'Arrondissement de Frise.
En matière de politique intérieure elle se montre tolérante envers les juifs : en 1670, elle autorise les israélites à tenir chez eux ou dans leurs synagogues des offices religieux, moyennant une taxe annuelle. En 1977, elle autorise un juif de la communauté d'Esens à exercer le métiers de vitrier.
En mars 1690, elle cède le pouvoir à son fils, sous la pression. Elle passe les dernières années à Berum, où elle se fait construire une demeure de style baroque.

## Liens
- Biographique de la Frise orientale (PDF, 76 ko)

- Notice dans un dictionnaire ou une encyclopédie généraliste :   - Deutsche Biographie
- Notices d'autorité :   - VIAF
  - GND